# Jogos Olímpicos de Verão de 1932
Jogos Olímpicos de Verão de 1932 (em inglês: 1932 Summer Olympics), oficialmente Jogos da X Olímpiada foram realizados em Los Angeles, no estado da Califórnia, Estados Unidos, entre 30 de julho e 14 de agosto, com a participação de 1 332 atletas, sendo 126 mulheres, representando 37 países.
Após quase três décadas na Europa, os Jogos Olímpicos atravessaram o Atlântico e a América até a ensolarada Califórnia, a única região do país que tinha sobrevivido economicamente à queda na Bolsa de Valores de Nova Iorque. Por causa da distância e da Grande Depressão, o número de participantes foi menor que os anteriores, mas os Jogos tiveram uma grande qualidade técnica, com a quebra de 18 recordes mundiais, e sendo introduzido o limite máximo de três competidores por país nas provas individuais, regra que perdura até os dias atuais.
Em Los Angeles foi construída a primeira vila olímpica verdadeira da história, composta de setecentos chalés disposta em área adjacente ao monumental Memorial Coliseum, sede dos Jogos com cento e cinco mil lugares, e onde eram oferecidos também os serviços de hospitais, corpo de bombeiros, refeitórios diversos, correios, ginásio para treinos, lavanderias, etc. Os organizadores também introduziram nestes Jogos os mais modernos serviços de cronometragem e fotografia eletrônica da chegada da época, construíram a mais espetacular e veloz pista de atletismo do mundo, feita com turfa esmagada, e criaram um processo rápido e profissional de divulgação de resultados para a imprensa, além de transmissão simultânea de toda a competição por duas estações de rádio.
E o mais importante: compactaram todos os eventos no prazo de duas semanas, sem interrupção, que a partir dali nortearia o sistema de disputa dos Jogos Olímpicos.

## Fatos e destaques

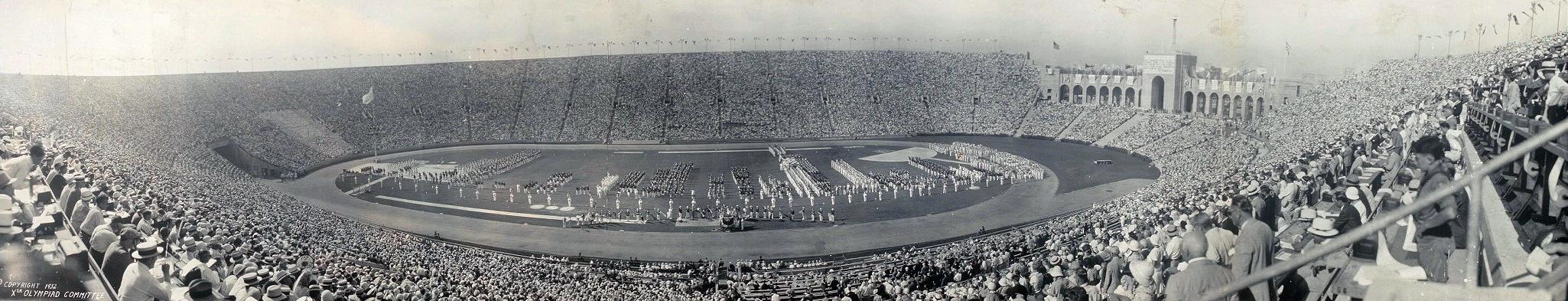
Vista geral do Los Angeles Memorial Coliseum durante a cerimônia de abertura dos Jogos de 1932

- A texana Mildred "Babe" Didrikson, de 18 anos, foi a grande musa dos Jogos de Los Angeles, conquistando duas medalhas de ouro e uma de prata no atletismo. Atleta polivalente de grande talento, após os jogos Babe tornou-se grande campeã de esportes diversos como golfe, tênis e basquete, onde competiu quase até os quarenta anos de idade. Nos anos 1950, foi eleita a maior atleta americana do meio século pela imprensa esportiva especializada.

- O Brasil teve uma participação constrangedora nestes Jogos devido a Guerra Civil da Revolução Constitucionalista de 1932, que desviou toda a atenção do país durante os meses de julho, agosto e setembro, e logicamente da delegação brasileira não participaram atletas de São Paulo, principal estado revoltoso. Sua equipe de polo aquático foi sumariamente eliminada da competição após seus atletas agredirem o árbitro da partida em que perderam para a Alemanha. Além disso, a saga da viagem da equipe brasileira a Los Angeles faz parte dos anais mais folclóricos e humilhantes do esporte brasileiro, quando a maioria dos seus atletas, sem recursos pessoais para bancar a viagem e sem ajuda do Comitê Olímpico Nacional para isso - que bancou a viagem de diversos dirigentes e seus familiares, num prelúdio de como seria administrado o esporte do país nos anos vindouros – foram obrigados a viajar no cargueiro Itaquicê, junto a 45 mil sacas de café, que eram obrigados a vender durante as paradas intermediárias do navio, a fim de pagarem seus custos; os que não conseguiram, foram proibidos de participar dos Jogos. Apenas 45 dos 83 atletas selecionados anteriormente no Brasil puderam competir em Los Angeles, com resultados irrelevantes.

- Num fato único na história olímpica, o campeão dos 3000 m com obstáculos, o finlandês Volmari Iso-Hollo e seus adversários, foram obrigados a dar mais uma volta no estádio para cruzar a linha de chegada, devido ao erro do fiscal que anunciava a contagem de voltas na pista. Foi a primeira e única vez nas Olimpíadas que os 3000 m com obstáculos viraram 3460 m com barreiras. Quatro anos depois, em Berlim, correndo a distância normal, Iso-Hollo se tornaria bicampeão olímpico da prova.

- Proibidos de competir graças às filigranas puristas de amadorismo do Comitê Olímpico Internacional, dois dos maiores atletas de todos os tempos tiveram que assistir aos Jogos da arquibancada: o americano Jim Thorpe, e o finlandês Paavo Nurmi, proibido de disputar uma última Olimpíada por ter recebido reembolso em dinheiro de despesas de viagem e comunicado disto apenas alguns dias antes da abertura dos Jogos.

- Estes Jogos inauguraram a cerimônia de entrega de medalhas como conhecemos nos nossos dias, com os atletas em pé num pódio e com as bandeiras de seus países sendo hasteadas na premiação.

- O nadador japonês Kusuo Kitamura tornou-se o mais novo atleta até hoje a conquistar um ouro numa prova individual de qualquer esporte nos Jogos Olímpicos, ao vencer os 1500 m livres com 14 anos de idade.

- A polonesa Stanisława Walasiewicz, que vivendo nos Estados Unidos usava o nome de "Stella Walsh", ganhou para a Polônia a medalha de ouro nos 100 metros femininos do atletismo. Quatro anos depois, em Berlim, conquistaria a prata na mesma prova. Em 1980, quando de sua morte, uma biópsia mostrou que Stanisława era, biologicamente, um homem.

## Modalidades disputadas
| - Atletismo - Boxe - Ciclismo - Esgrima - Ginástica - Halterofilismo - Hipismo - Hóquei sobre a grama | - Natação - Pentatlo moderno - Pólo aquático - Remo - Saltos ornamentais - Tiro - Vela - Lutas |

## Países participantes

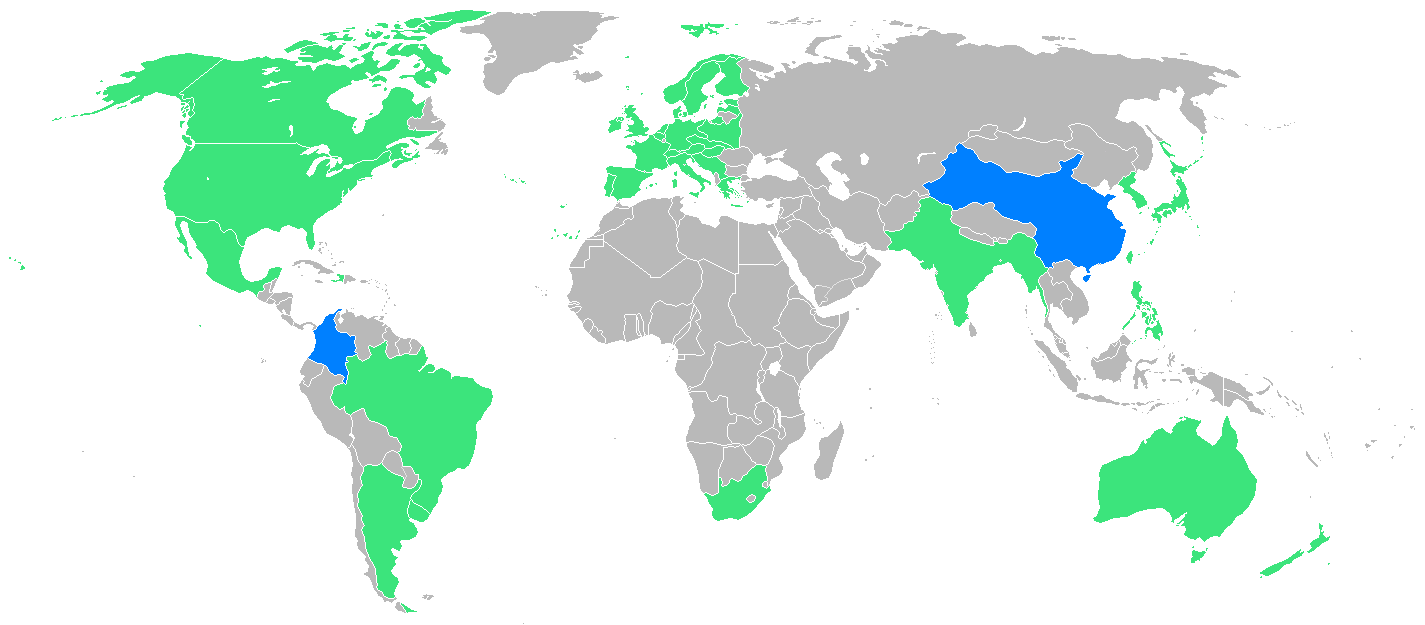
Participantes dos Jogos Olímpicos em 1932, com as nações estreantes em azul

Um total de 37 Comitês Olímpicos Nacionais foram representadas em Los Angeles. A Colômbia fez sua primeira aparição e a República da China competiu pela primeira vez após seus atletas desistirem dos Jogos de 1924.
Na lista abaixo, o número entre parênteses indica o número de atletas por cada nação nos Jogos:
- RSA África do Sul (12)
- GER Alemanha (134)
- ARG Argentina (32)
- AUS Austrália (12)
- AUT Áustria (19)
- BEL Bélgica (36)
- BRA Brasil (82)
- CAN Canadá (102)
- TCH Checoslováquia (7)
- COL Colômbia (1)
- DEN Dinamarca (43)
- ESP Espanha (6)
- USA Estados Unidos (474)
- EST Estônia (2)
- PHI Filipinas (8)
- FIN Finlândia (40)
- FRA França (103)
- GBR Grã-Bretanha (108)
- GRE Grécia (10)
- HAI Haiti (2)
- HUN Hungria (58)
- IND Índia (19)
- IRL Irlanda (8)
- ITA Itália (112)
- YUG Iugoslávia (1)
- JPN Japão (157)
- LAT Letônia (2)
- MEX México (73)
- NOR Noruega (5)
- NZL Nova Zelândia (21)
- NED Países Baixos (45)
- POL Polônia (51)
- POR Portugal (6)
- ROC República da China (1)
- SWE Suécia (81)
- SUI Suíça (6)
- URU Uruguai (1)

## Quadro de medalhas
| Ordem | País               | Medalha de ouro | Medalha de prata | Medalha de bronze |     |
| ----- | ------------------ | --------------- | ---------------- | ----------------- | --- |
| 1     | USA Estados Unidos | 41              | 32               | 30                | 103 |
| 2     | ITA Itália         | 12              | 12               | 12                | 36  |
| 3     | FRA França         | 10              | 5                | 4                 | 19  |
| 4     | SWE Suécia         | 9               | 5                | 9                 | 23  |
| 5     | JPN Japão          | 7               | 7                | 4                 | 18  |
| 6     | HUN Hungria        | 6               | 4                | 5                 | 15  |
| 7     | FIN Finlândia      | 5               | 8                | 12                | 25  |
| 8     | GBR Grã-Bretanha   | 4               | 7                | 5                 | 16  |
| 9     | GER Alemanha       | 3               | 12               | 5                 | 20  |
| 10    | AUS Austrália      | 3               | 1                | 1                 | 5   |